# Palo (Leyte)

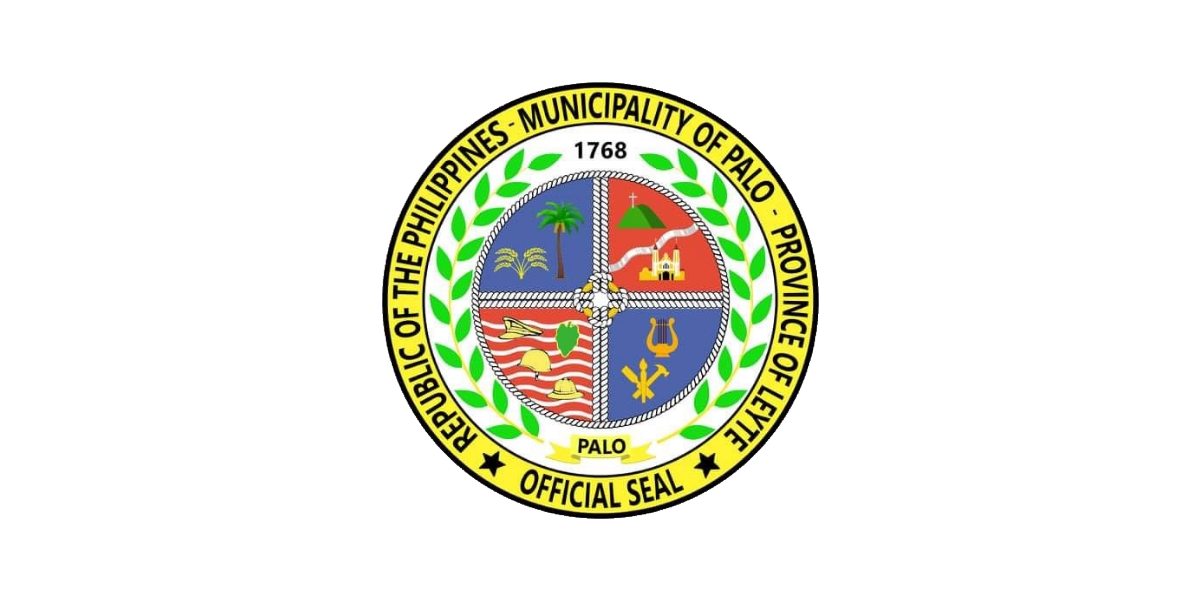
Flagge von Palo

Palo ist eine philippinische Stadtgemeinde in der Provinz Leyte auf der Insel Leyte. Sie hat 70.052 Einwohner (Zensus 1. August 2015), die in 33 Barangays leben. Die Gemeinde wird als teilweise urban beschrieben und gehört zur dritten Einkommensklasse der Gemeinden auf den Philippinen.

## Lage
Ihre Nachbargemeinden sind Pastrana im Westen, Tacloban im Norden, Santa Fe im Nordwesten und Tanauan im Süden. Palo grenzt im Osten an den Golf von Leyte und liegt in der Küstenregion des Leyte-Sab-a-Beckens. 

## Baranggays
| - Anahaway - Arado - Baras - Barayong - Cabarasan Daku - Cabarasan Guti - Campetic - Candahug - Cangumbang - Canhidoc - Capirawan | - Castilla - Cogon - San Joaquin - Gacao - Guindapunan - Libertad - Naga-naga - Pawing - Buri (Pob.) - Cavite East (Pob.) - Cavite West (Pob.) - Luntad (Pob.) | - Santa Cruz (Pob.) - Salvacion - San Agustin - San Antonio - San Isidro - San Jose - St. Michael (Pob.) - Tacuranga - Teraza - San Fernando |

## Städtepartnerschaft
Seit 1963 besteht eine Städtepartnerschaft mit der Stadt Palo Alto in den Vereinigten Staaten.